# Wilhelm Alard

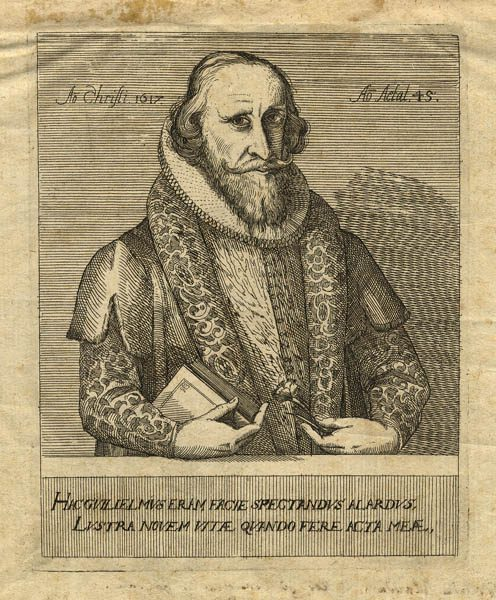
Wilhelm Alard (1617)

Wilhelm Alard, auch Guilielmus Alardus (* 22. November 1572 in Wilster; † 8. Mai 1645 in Krempe (Steinburg)) war ein deutscher evangelisch-lutherischer Pastor, der auch als Lyriker bekannt wurde.

## Leben
Alardus stammte aus einer Gelehrtenfamilie. Sein Vater war Franz Alard. Nach dem Besuch des Gymnasiums in Itzehoe ab 1582 wechselte er 1593 an das Gymnasium in Lüneburg. 1593 immatrikulierte er sich an der Universität in Wittenberg und studierte dort bis 1595. Im Anschluss daran wurde er 1596 Konrektor, dann Pfarradjunkt und schließlich 1608 Pfarrer in Krempe, was er bis zu seinem Tod blieb.
Vor allem trat er hervor als lateinischer Dichter und wurde dafür 1617 zum poeta laureatus gekrönt. In seine im anakreontischen Stil verfasste Lyrik flossen Ideen des großen Poeten Friedrich Taubmann ein. Er durchmischte seine christlichen Parodien mit anakreontischen Wortspielen, verschiedenen Klangvarianten, Diminutiven und syntaktischen Parallelismen, die den religiösen Gehalt und die Erbaulichkeit unterstrichen. Dabei griff er auf die Überlieferungen der Kirchenväter und altchristliche Hymnendichtung zurück.
In seinen mehrfach nachgedruckten Predigtensammlungen verwendete er teilweise die niederdeutsche Sprache. Auch verfasste er Bußpredigten, in denen vornehmlich Texte des Alten Testaments ausgelegt wurden. Erweiternd zum theologisch-literarischen Schaffen liegen von ihm Wetterpredigten, Katechismuserläuterungen, Liedpredigten zur christlichen Sterbekunst, homiletisch gebundene Meditationszyklen und Gebetssammlungen vor. In Dankpredigten behandelt er den Friedensschluss zwischen Dänemark und dem Kaiser während des Dreißigjährigen Krieges. Seine geistlichen Lieder wurden in die kirchlichen Gesangbücher aufgenommen.
Wilhelm Alard war zweimal verheiratet. Zu seinen Söhnen aus erster Ehe zählt Lambert (I) Alardus. Sein Nachfolger als Pastor in Krempe wurde sein Schwiegersohn Johann Hudemann, der Bruder des Dichters Heinrich Hudemann.

## Schriften (Auswahl)
- Excubiarum piarum Centuria Una-Tertia. Neben, Frankfurt am Main 1607 (Digitalisat); Leipzig 1630.
- Panacea Sacra, das ist Heylsame [...] Seelenartney, gegen die Pestilentz. Hamburg 1604.
- Turmae sacrae, seu Anacreon Latinus, idemque Christianus. Hamburg 1613, Leipzig 1624.
- Söss Christlike Predigten. Hamburg 1604.
- Gülden A. B. C. der fürnembsten [...] Namen Christi Jesu. Leipzig 1619, 1623.
- Der gecreutzigte Christ. Leipzig 1634.
- Eucharisticarum Trias ... Das ist: ... drey Dancksagungs-Predigten: auß unterschiedlichen Texten/ des heiligen göttlichen Worts. Grosse, Leipzig 1630 (Digitalisat); 1649.
- Wetterpredigten: d. i. vier ... Predigten von schrecklichem Donner und Blitz ... Grosse, Leipzig 1636 (Digitalisat); Frankfurt am Main 1675.
- Concionum poenitentialium quaternio oder Vier christliche Bußpredigten. Hamburg 1639 (Digitalisat).